# Пубей
22°16′00″ пн. ш. 109°33′00″ сх. д. / 22.266666666667° пн. ш. 109.55° сх. д.
Пубей (кит. 浦北县, пін. Pŭbĕi Xiàn) — один із повітів КНР у складі префектури Ціньчжоу, Гуансі-Чжуанський автономний район. Адміністративний центр — містечко Сяоцзян.

## Географія
Пубей у середньому розташовується на висоті близько 82 метрів над рівнем моря, лежить на сході префектури у горах Люваньдашань.

### Клімат
Повіт знаходиться у зоні, котра характеризується вологим субтропічним кліматом. Найтепліший місяць — липень із середньою температурою 28 °C. Найхолодніший місяць — січень, із середньою температурою 13,3 °С.
| Клімат повіту Пубей                                | Клімат повіту Пубей | Клімат повіту Пубей | Клімат повіту Пубей | Клімат повіту Пубей | Клімат повіту Пубей | Клімат повіту Пубей | Клімат повіту Пубей | Клімат повіту Пубей | Клімат повіту Пубей | Клімат повіту Пубей | Клімат повіту Пубей | Клімат повіту Пубей | Клімат повіту Пубей |
| Показник                                           | Січ.                | Лют.                | Бер.                | Квіт.               | Трав.               | Черв.               | Лип.                | Серп.               | Вер.                | Жовт.               | Лист.               | Груд.               | Рік                 |
| Середній максимум, °C                              | 18,1                | 19,9                | 22,6                | 27,2                | 30,9                | 32,1                | 32,7                | 32,9                | 32                  | 29,5                | 25,6                | 20,8                | 27                  |
| Середня температура, °C                            | 13,3                | 15,4                | 18,4                | 22,9                | 26,2                | 27,6                | 28                  | 27,8                | 26,6                | 23,7                | 19,6                | 15,1                | 22,1                |
| Середній мінімум, °C                               | 10,2                | 12,3                | 15,6                | 19,9                | 22,8                | 24,7                | 24,9                | 24,7                | 23,2                | 19,8                | 15,6                | 11,3                | 18,8                |
| Норма опадів, мм                                   | 49.7                | 41.8                | 72.5                | 131.1               | 195.1               | 329.9               | 345.3               | 264.9               | 174.8               | 71.6                | 56.1                | 34.6                | 1768.4              |
| Вологість повітря, %                               | 79                  | 81                  | 84                  | 83                  | 83                  | 85                  | 85                  | 85                  | 82                  | 76                  | 75                  | 73                  | 81                  |
| -------------------------------------------------- | ------------------- | ------------------- | ------------------- | ------------------- | ------------------- | ------------------- | ------------------- | ------------------- | ------------------- | ------------------- | ------------------- | ------------------- | ------------------- |
| Джерело: Дані метеостанції №59448 (КНР, 1991-2020) |                     |                     |                     |                     |                     |                     |                     |                     |                     |                     |                     |                     |                     |